# Apparato iuxtaglomerulare
L'apparato iuxtaglomerulare (o juxtaglomerulare) è una struttura che fa parte del rene che controlla l'attività dei singoli nefroni, le unità morfo-funzionali del rene. Esso è situato a livello del polo vascolare del corpuscolo renale di Malpighi, a contatto con l'arteriola afferente e una parte del tubulo distale.

Un corpuscolo renale, che mostra l'apparato juxtaglomerulare con: cellule juxtaglomerulari (cellule granulari), cellule macula densa e mesangium (cellule extraglomerulari).

Il nome deriva dalla vicinanza (-iuxta) al glomerulo renale.
L'apparato iuxtaglomerulare è costituito da tre tipi cellulari:
- cellule della macula densa
- le cellule iuxtaglomerulari (produttrici di renina)
- le cellule del mesangio extraglomerulare

La sua funzione principale è produrre segnali paracrini diretti alle cellule granulose dell'arteriola afferente, che secernono la renina, un enzima proteolitico coinvolto nella produzione di angiotensina a partire dall'angiotensinogeno ed implicato nei meccanismi di controllo della pressione arteriosa.

## Struttura
L'apparato è costituito da una componente vascolare e una tubulare.
La componente vascolare è formata dalla parte terminale dell'arteriola afferente, dalla parte iniziale dell'arteriola efferente e dalla porzione del mesangio situata fuori dal glomerulo (extraglomerulare). Nella componente vascolare si distinguono due tipi di cellule: cellule iuxtaglomerulari e cellule del mesangio extraglomerulare.
Sia le cellule granulari, sia quelle agranulari entrano in sinapsi con terminazioni catecolamminergiche del sistema nervoso simpatico, formando terminazioni di tipo adrenergico. Ciò ha portato a supporre che la funzione dell'apparato iuxtaglomerulare sia regolata anche da tale sistema.
La componente tubulare è costituita dalla macula densa, cioè quella zona della branca del Tubulo contorto distale che si trova vicino al polo vascolare del corpuscolo.

## Funzione

### Cellule iuxtaglomerulari
Cellule iuxtaglomerulari (o juxtaglomerulari), granulari o mioepitelioidi: si trovano nel contesto della tonaca muscolare del tratto terminale dell'arteriola afferente.
Hanno un aspetto intermedio tra cellule muscolari lisce (di cui posseggono l'apparato contrattile acto-miosinico) e cellule secernenti: nel citoplasma di queste cellule si trovano granuli contenenti renina. Pertanto costituiscono presumibilmente dei barocettori della pressione arteriosa, in risposta alla quale secernono nel circolo l'enzima renina (cfr. sistema renina-angiotensina-aldosterone). Sono inoltre presenti enzimi lisosomiali, in particolare fosfatasi e catepsine B.

### Cellule del mesangio extraglomerulare
Cellule del mesangio extraglomerulare, di Goormaghtigh o agranulari: si trovano appunto nel mesangio extraglomerulare, che è lo spazio compreso tra le due arteriole afferente ed efferente.
Queste non contengono granuli, ma sono provviste di pseudopodi tramite i quali sono in contatto con le cellule della macula densa, con le cellule delle arteriole e con il mesangio glomerulare. È stato ipotizzato che le cellule di Goormaghtigh costituiscano un collegamento tra il mesangio glomerulare e l'apparato iuxtaglomerulare.

### Cellule della macula densa
Le cellule della macula densa sono cellule epiteliali cubiche modificate appartenenti all'epitelio del segmento rettilineo del tubulo distale (o segmento spesso ascendente dell'ansa di Henle), nel suo tratto terminale, in cui il tubulo giunge in prossimità del corpuscolo renale, e in particolare nell'angolo tra la terminazione dell'arteriola afferente e l'origine dell'arteriola efferente. La macula densa svolge la funzione di chemocettore, ossia di sensore chimico, specializzato nel rilevare la concentrazione di cloruro di sodio nel liquido tubulare. Una riduzione di tale concentrazione viene percepita dalla macula densa come una riduzione della pressione arteriosa sistemica, poiché in questo caso, normalmente, l'escrezione urinaria di sodio si riduce.
La macula densa invia quindi alle cellule iuxtaglomerulari dei segnali che portano a un aumento nella produzione di renina, innescando un meccanismo che porta infine all'aumento della pressione arteriosa.
Quando la concentrazione di sodio diminuisce, esse inviano dei segnali alle cellule iuxtaglomerulari, le quali secernono la renina. Questa proteina dotata di attività enzimatica trasforma l'angiotensinogeno plasmatico (proteina prodotta dal fegato), in angiotensina I che successivamente verrà attivata dall'Angiotensin Converting Enzyme (ACE), un enzima prodotto dal polmone, divenendo angiotensina II, che provoca una vasocostrizione dell'arteriola efferente del nefrone. L'angiotensina II causa anche il rilascio di aldosterone (un mineralcorticoide), il quale agisce sul tubulo contorto distale causando un aumento del riassorbimento di sodio. Al contrario, un aumento della concentrazione di sodio nel plasma tende ad inibire la secrezione di renina.
Oltre al sistema della renina, la macula densa regola anche un meccanismo di controllo della velocità di filtrazione glomerulare, chiamato feedback tubuloglomerulare. Quando la velocità di filtrazione glomerulare (VFG) aumenta, a livello del tubulo, aumenta il flusso dell'ultrafiltrato e quindi la quantità di sodio che attraversa il tubulo in un dato momento. In questo caso, la macula densa registra l'aumento del sodio, e l'apparato iuxtaglomerulare genera un segnale capace di ridurre e riportare ai livelli normali la VFG, aumentando la resistenza a livello della arteriola afferente; ciò provoca una riduzione della pressione idrostatica nei capillari glomerulari e conseguente riduzione della filtrazione. Lo stesso discorso è valido nella situazione inversa: quando la VFG diminuisce, il meccanismo di feedback tende a riportarla ai valori normali.